# 良渚文化
良渚文化（りょうしょぶんか、拼音: Liángzhǔ wénhuà、Liangzhu Culture）は、長江文明における一文化。紀元前3500年ころから紀元前2200年ころにみられた。
1936年、浙江省余杭県の良渚遺跡で発掘された。崧沢文化などを継承しており、黄河文明の山東龍山文化との関連も指摘されている。柱形・錐形・三叉形など多様な玉器の他、絹なども出土している。分業や階層化が進んでいたことが、殉死者を伴う墓などからうかがえる。

## 良渚遺跡
宮殿とそれを取り巻く城郭都市、墓地、工房などの中国最古級の都市遺跡が出土した良渚遺跡は、初期の都市文明を伝えることが評価され、2019年に「良渚古城遺跡」の名で世界遺産に登録された。

## 提唱されている学説
黄帝の三苗征服伝説を、黄河流域の中原に依拠した父系集団の龍山文化による三苗征服の痕跡とみなし、黄河文明と長江文明の勢力争いを描いたものとする見方もある。
徐朝龍によれば、良渚文化は稲作都市文明を形成していた。1000年ほどの繁栄を経て、洪水でこの文化は崩壊する。良渚文化集団の一部は北上し、黄河中流域で夏王朝を興した。やがて夏王朝は支配下にあった東夷の后羿（こうげい）部族に倒される。夏王朝の遺族の一部は北西に逃れ、のち四川盆地に移住し、三星堆文化を築いたとする。古人骨では、良渚文化の遺跡(3300BC-2100BC)で60％以上の高頻度で発見されている。

## ギャラリー

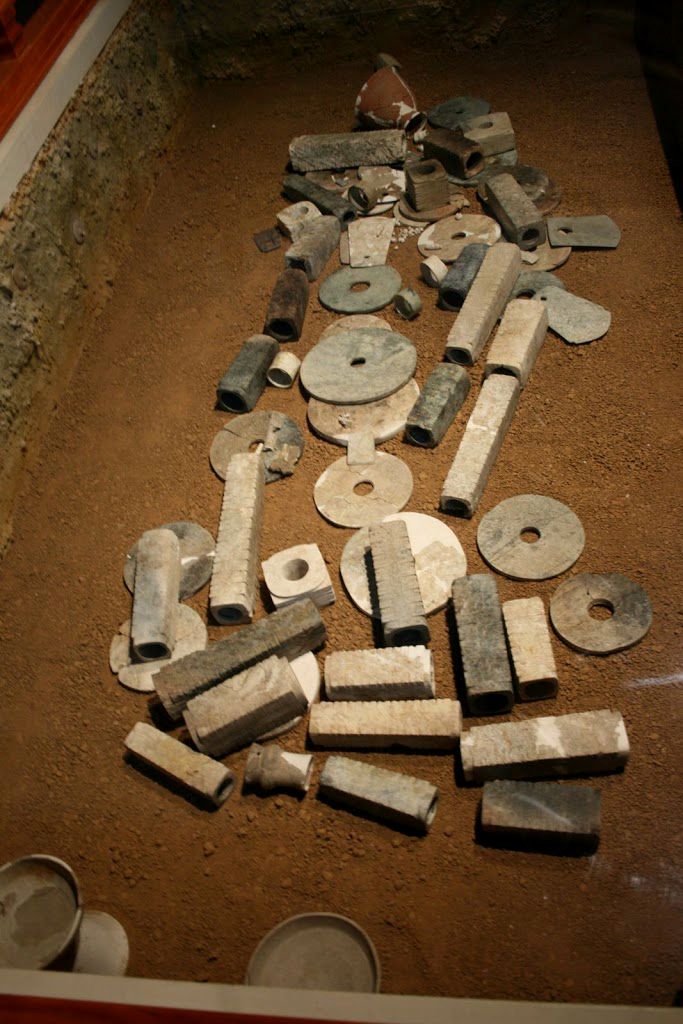
多数の玉器を伴う埋葬。上流階級者の墓（南京博物館）
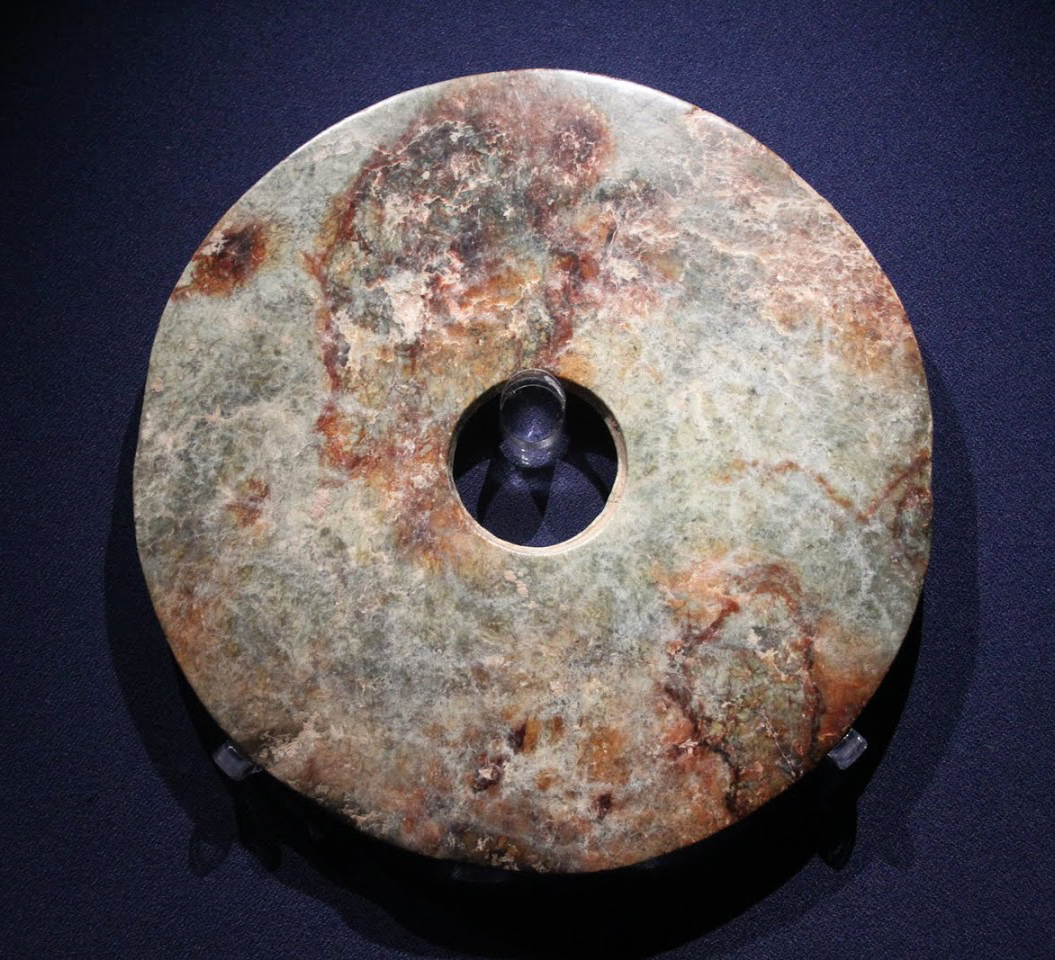
玉璧（上海博物館）
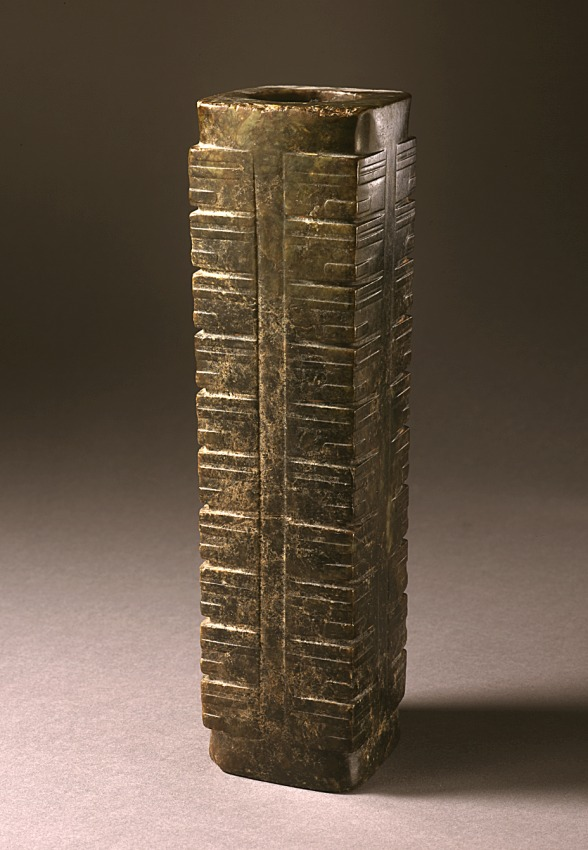
玉琮（高さ 29.2cm） 紀元前2600年～前2400年
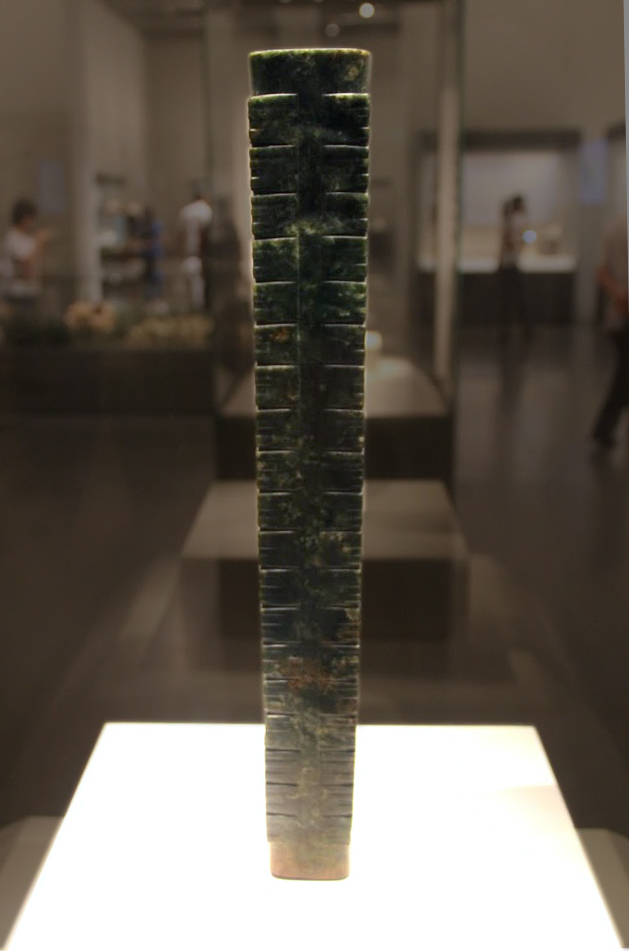
大きな玉琮（中国国家博物館・北京）
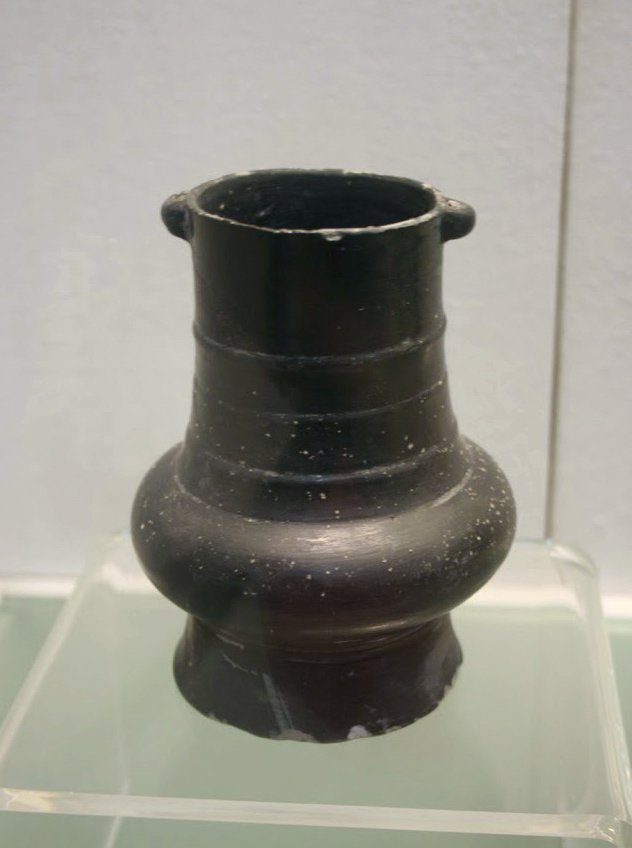
黒陶の壺（高さ 15cm）
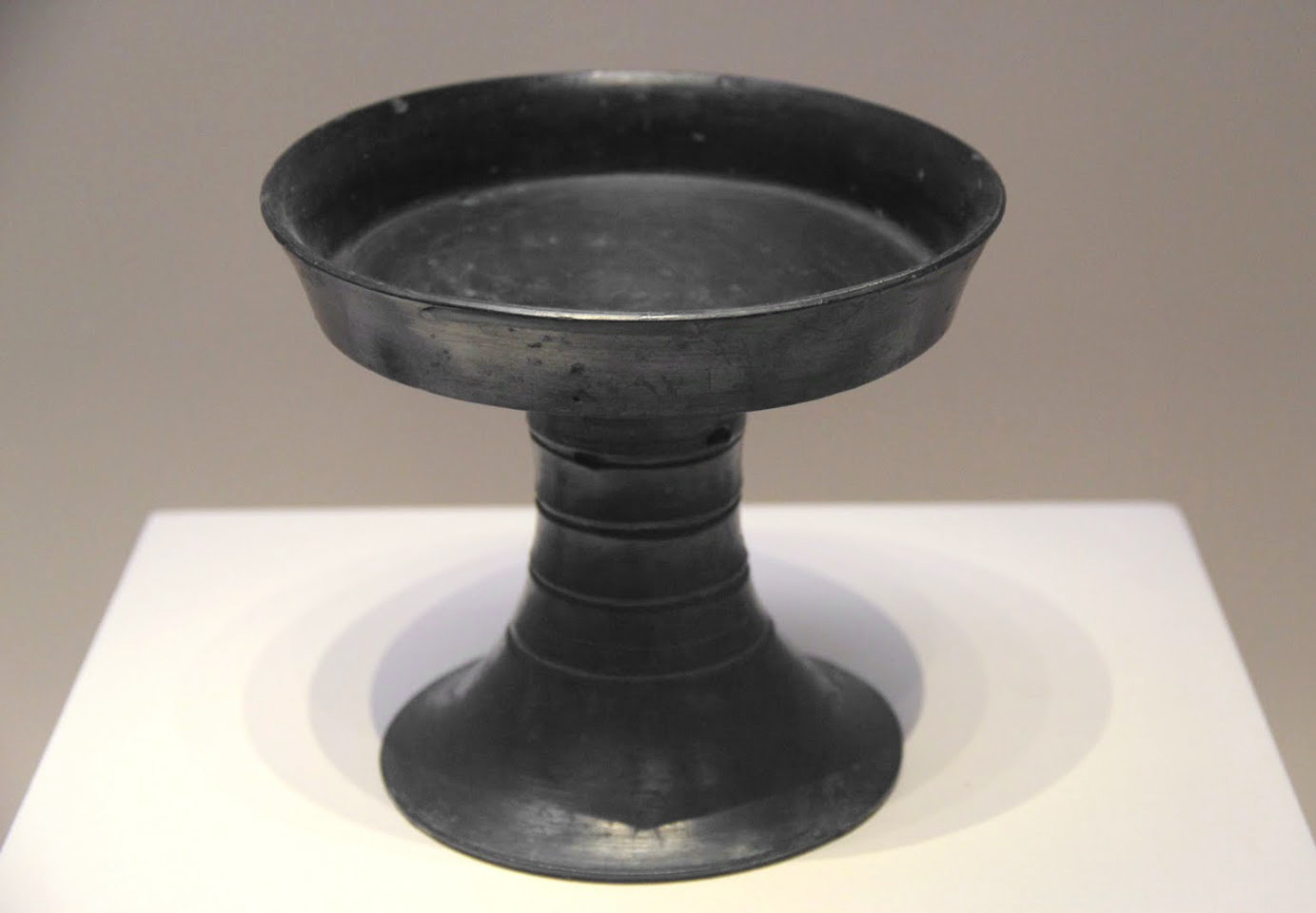
花瓶 （中国国家博物館・北京）
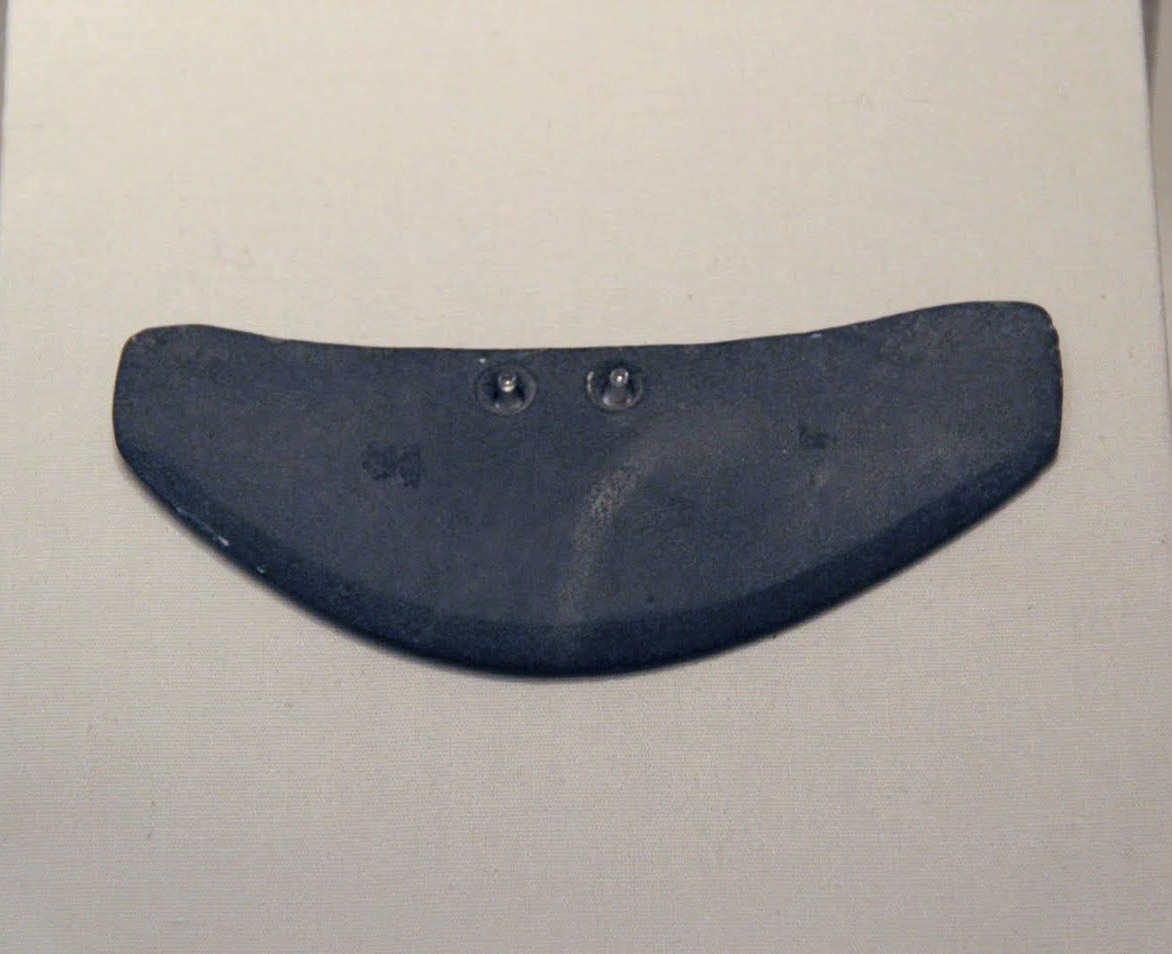
ナイフ（磨製石器）
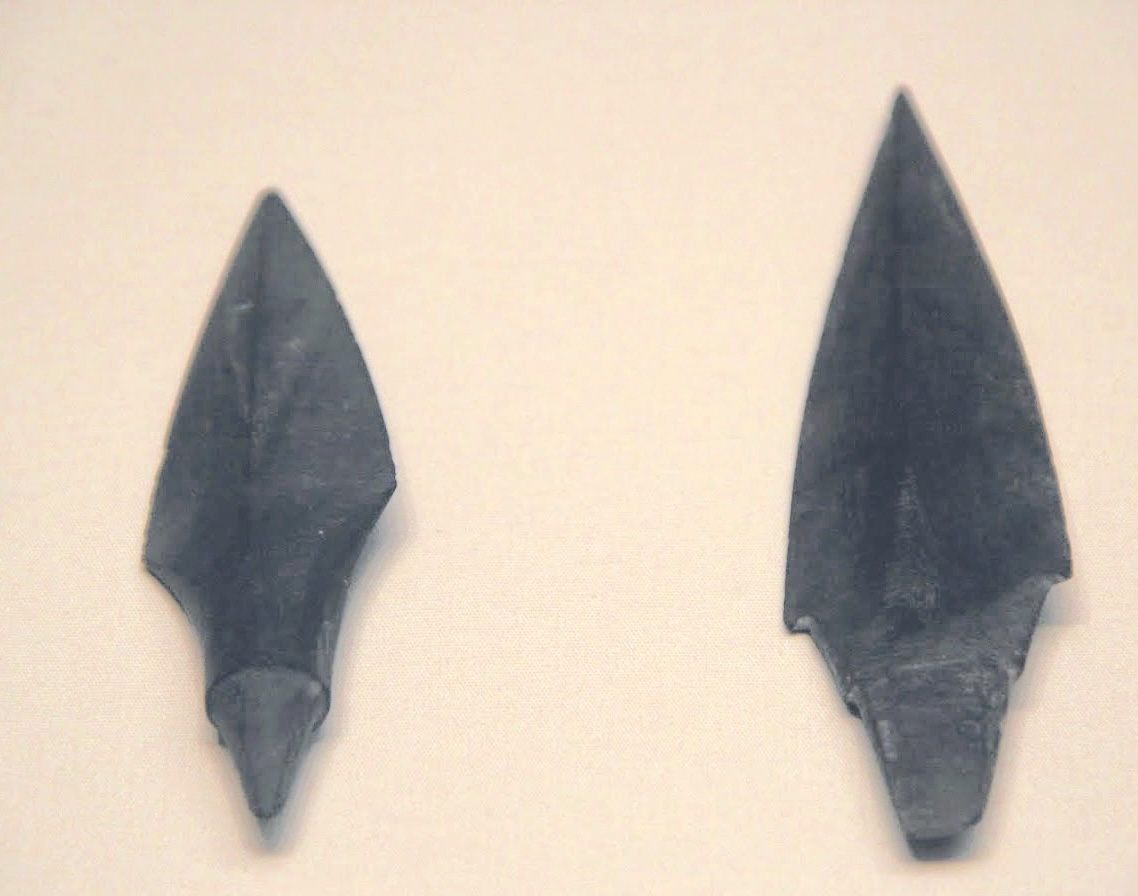
矢尻（磨製石器）
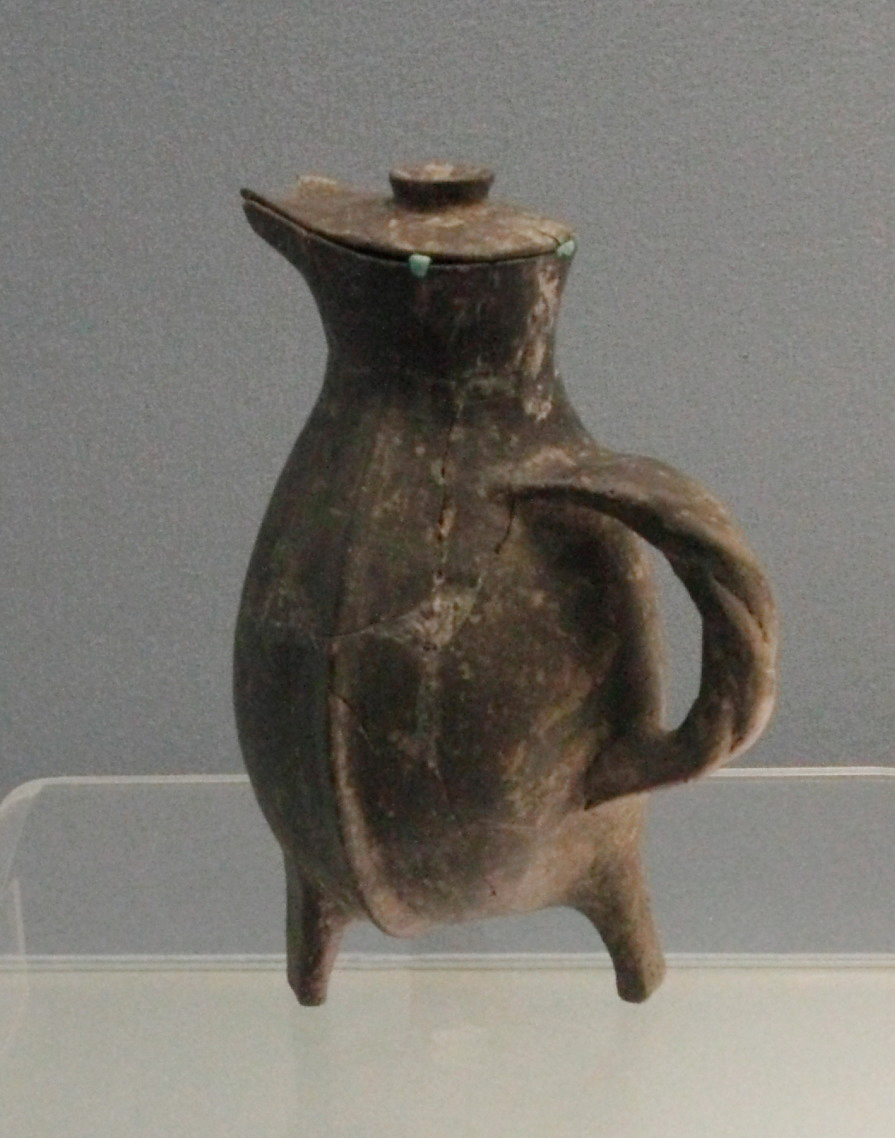
黒陶（上海博物館） 紀元前3100年～前2200年
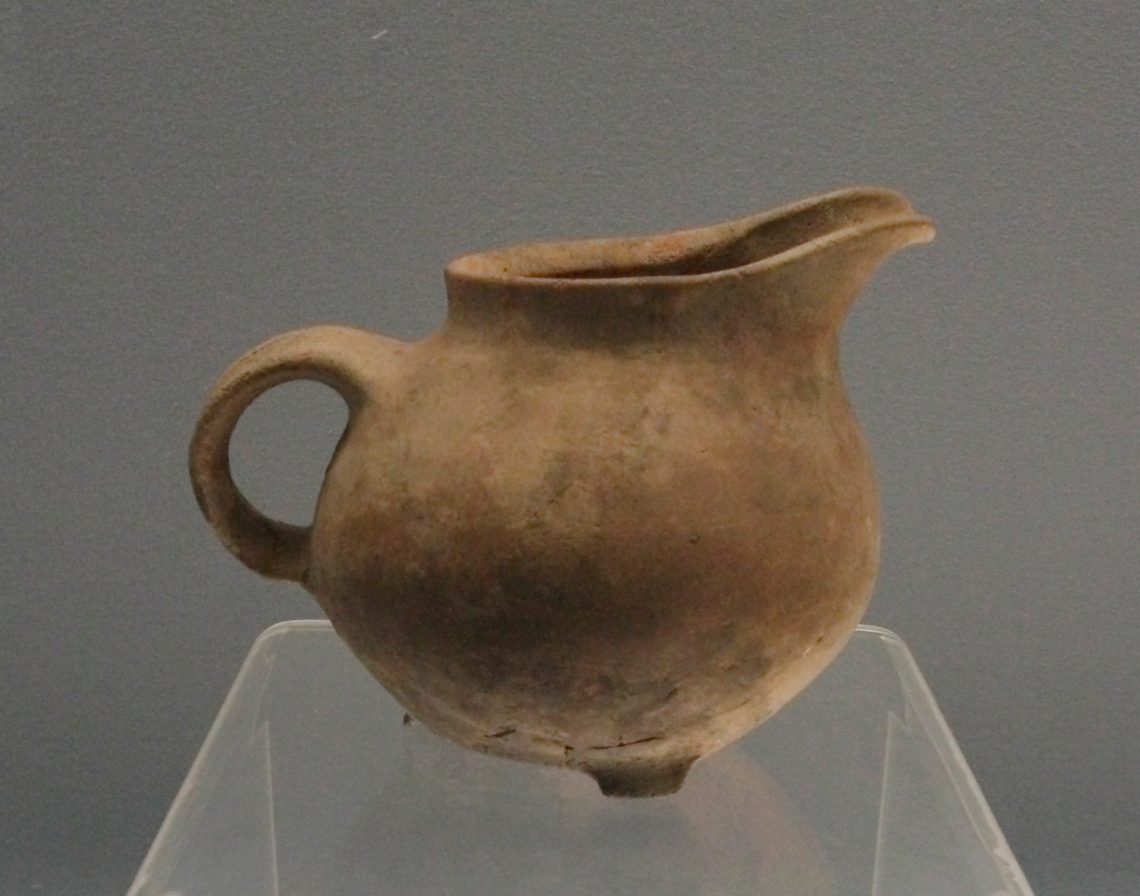
赤陶（上海博物館） 紀元前3100年～前2200年